# Уве Пешель
Уве Пешель (нім. Uwe Peschel, 4 листопада 1968) — німецький велогонщик.
Олімпійський чемпіон 1992 року в роздільній командній гонці, учасник 1996 року.
Срібний призер Чемпіонату світу з велоперегонів на шосе 2003 року в роздільній гонці.